# Ōsaka Hai
Groupe 1
Le Ōsaka Hai (大阪杯) est une course hippique de plat se déroulant début avril sur l'Hippodrome de Hanshin à Takarazuka, dans la préfecture de Hyogo. 

## Caractéristiques

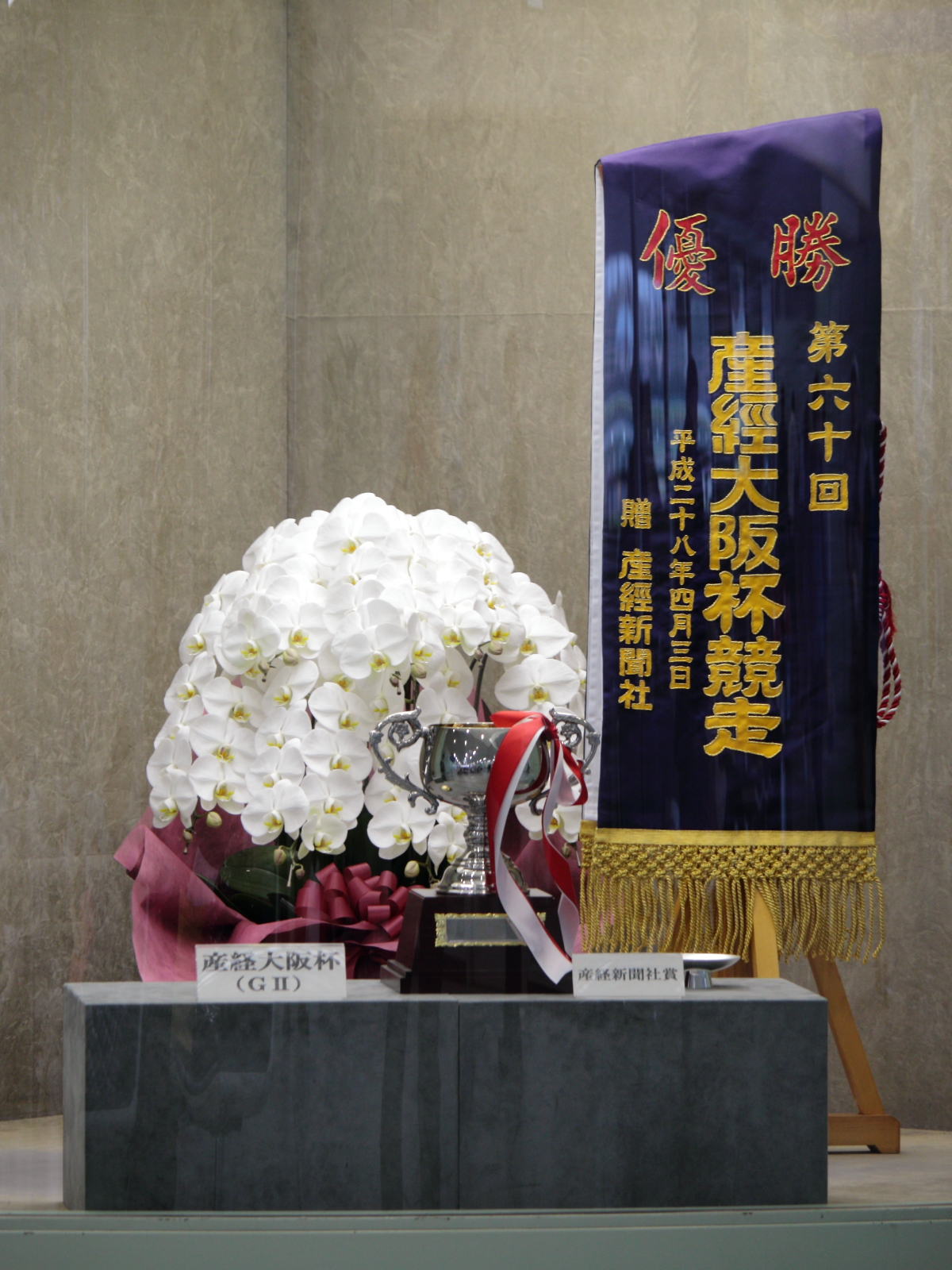
Trophée du vainqueur

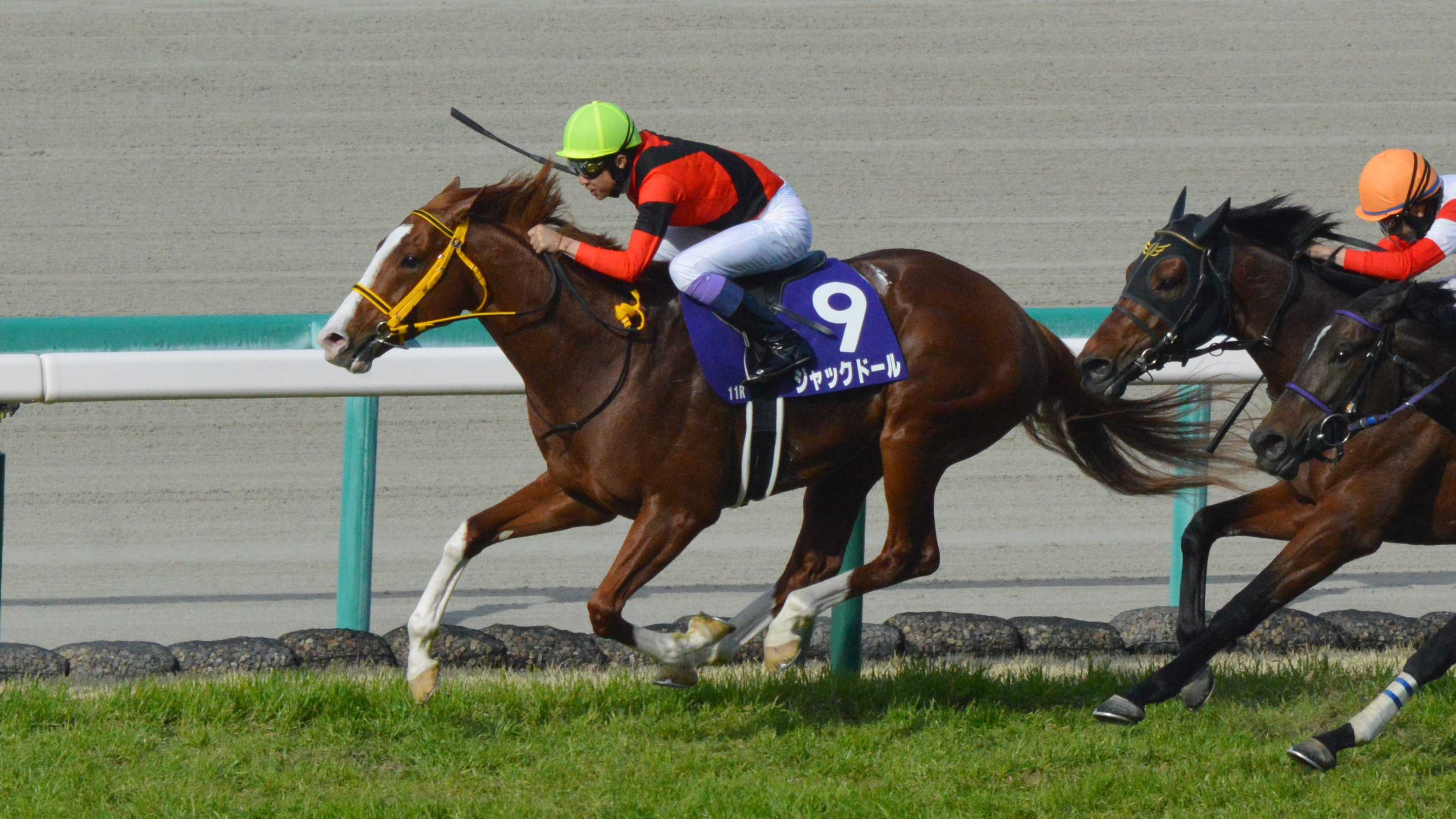
Victoire de Jack d'Or en 2023

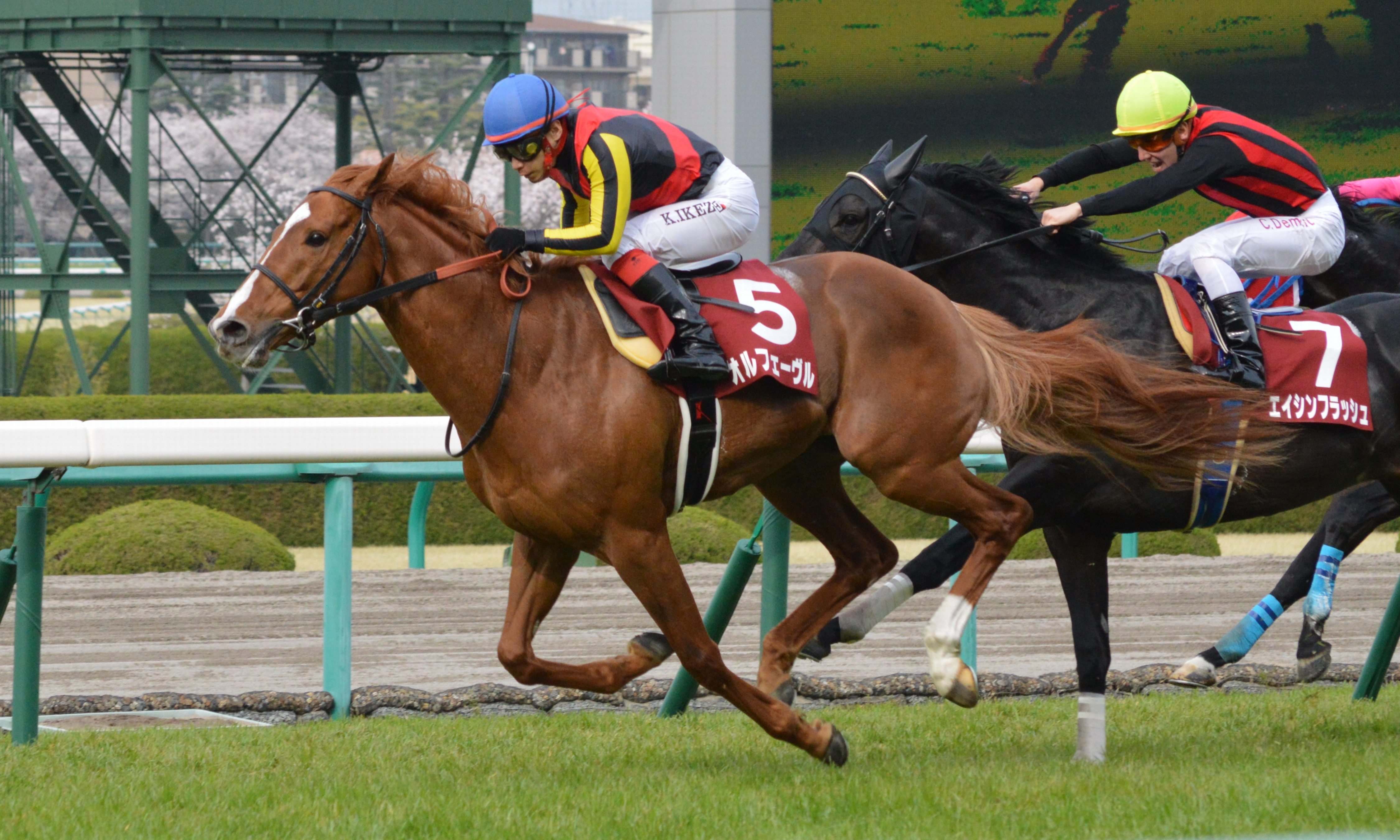
Victoire d'Orfevre en 2013

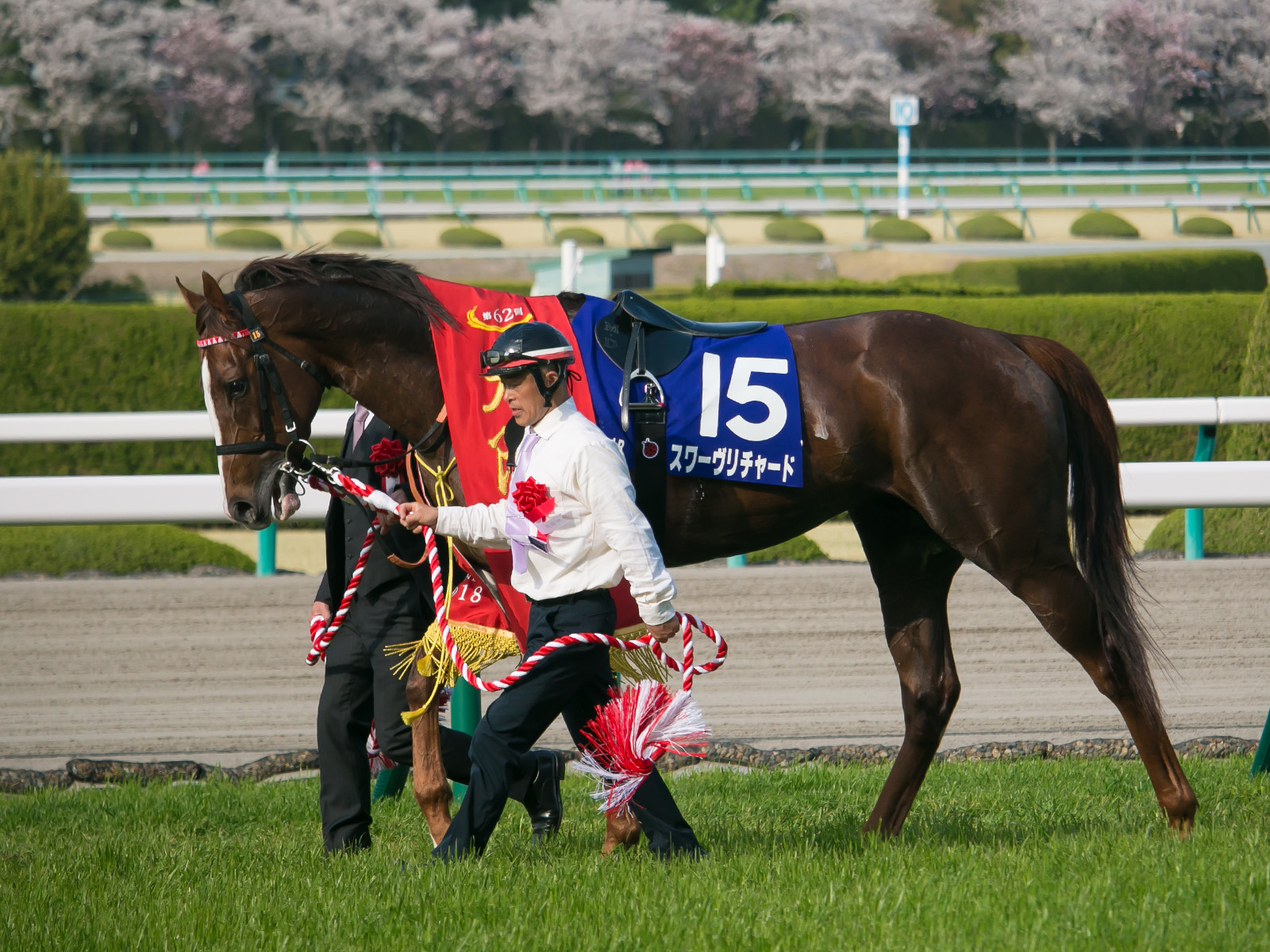
Suave Richard après sa victoire en 2018

C'est une course de groupe 1 ouverte aux chevaux de 4 ans et plus et disputée sur 2 000 mètres. La première édition a eu lieu en 1957 et se disputait alors sur 1 800 mètres. La distance est passée à 1 900 mètres en 1966, puis 2 000 mètres en 1972. Lors de l'introduction du système des courses de groupe au Japon en 1984, le Ōsaka Hai était classé groupe 2. Il est devenu un groupe 1 en 2017, et offre au vainqueur un ticket pour participer aux Irish Champion Stakes en Irlande. L'allocation s'élève à ¥ 432 000 000, et un bonus est offert à qui remporterait la même année le Ōsaka Hai, le Tenno Sho de printemps et le Takarazuka Kinen ; il s'élève à ¥ 200 000 000 pour un cheval japonais, et ¥ 100 000 000 pour un cheval étranger. 

## Palmarès
| Année                         | Vainqueur             | S/A | Père              | Jockey              | Entraîneur          | Propriétaire                     | Deuxième            | Troisième         | Temps   |
| ----------------------------- | --------------------- | --- | ----------------- | ------------------- | ------------------- | -------------------------------- | ------------------- | ----------------- | ------- |
| 2025                          | Bellagio Opera        | M.5 | Lord Kanaloa      | Kazuo Yokoyama      | Hiroyuki Uemura     | Shorai Hayashida                 | Lord Del Rey        | Yoho Lake         | 1'56"20 |
| 2024                          | Bellagio Opera        | M.4 | Lord Kanaloa      | Kazuo Yokoyama      | Hiroyuki Uemura     | Shorai Hayashida                 | Rousham Park        | Rouge Eveil       | 1'58"20 |
| 2023                          | Jack d'Or             | M.5 | Maurice           | Yutaka Take         | Kenichi Fujioka     | Toshiyuki Maehara                | Stars On Earth      | Danon The Kid     | 1'57"40 |
| 2022                          | Potager               | M.5 | Deep Impact       | Hayato Yoshida      | Yasuo Tomomichi     | Masato Kaneko Holdings Co., Ltd. | Lei Papale          | Arrivo            | 1'58"40 |
| 2021                          | Lei Papale            | F.4 | Deep Impact       | Yuga Kawada         | Tomokazu Takano     | U Carrot Farm                    | Mozu Bello          | Contrail          | 2'01"60 |
| 2020                          | Lucky Lilac           | F.5 | Orfevre           | Mirco Demuro        | Mikio Matsunaga     | Sunday Racing                    | Chrono Genesis      | Danon Kingly      | 1'58"40 |
| 2019                          | Al Ain                | M.5 | Deep Impact       | Yuichi Kitamura     | Yasutoshi Ikee      | Sunday Racing                    | Kiseki              | Wagnerian         | 2'01"00 |
| 2018                          | Suave Richard         | M.4 | Heart's Cry       | Mirco Demuro        | Yasushi Shono       | NICKS Co., Ltd.                  | Persian Knight      | Al Ain            | 1'58"20 |
| 2017                          | Kitasan Black         | M.5 | Black Tide        | Yutaka Take         | Hisashi Shimizu     | Ohno Corporation                 | Staphanos           | Yamakatsu Ace     | 1'58"90 |
| Éditions labellisées groupe 2 |                       |     |                   |                     |                     |                                  |                     |                   |         |
| 2016                          | Ambitious             | M.4 | Deep Impact       | Norihiro Yokoyama   | Hidetaka Otonashi   | Eiko Kondo                       | Kitasan Black       | Shonan Pandora    | 1'59"30 |
| 2015                          | Lachesis              | F.5 | Deep Impact       | Christophe Lemaire  | Katsuhiko Sumii     | Masaya Oshima                    | Kizuna              | Air Saumur        | 2'02"90 |
| 2014                          | Kizuna                | M.4 | Deep Impact       | Yutaka Take         | Shozo Sasaki        | Shinji Maeda                     | Tokai Paradise      | Epiphaneia        | 2'00"30 |
| 2013                          | Orfevre               | M.5 | Stay Gold         | Kenichi Ikezoe      | Yasutoshi Ikee      | Sunday Racing                    | Shonan Mighty       | Eishin Flash      | 1'59"00 |
| 2012                          | Shonan Mighty         | M.4 | Manhattan Cafe    | Suguru Hamanaka     | Tomoyuki Umeda      | Tetsuhide Kunimoto               | Federalist          | Tosen Jordan      | 2'05"50 |
| 2011                          | Hiruno Damour         | M.4 | Manhattan Cafe    | Shinji Fujita       | Mitsugu Kon         | Masafumi Hirukawa                | Dark Shadow         | Eishin Flash      | 1'57"80 |
| 2010                          | T M Encore            | M.6 | Opera House       | Suguru Hamanaka     | Masami Shibata      | Masashi Takezono                 | Golden Dahlia       | Dream Journey     | 1'59"50 |
| 2009                          | Dream Journey         | M.5 | Stay Gold         | Kenichi Ikezoe      | Yasutoshi Ikee      | Sunday Racing                    | Deep Sky            | Kawakami Princess | 1'59"70 |
| 2008                          | Daiwa Scarlet         | F.4 | Agnes Tachyon     | Katsumi Ando        | Kunihide Matsuda    | Keizo Oshiro                     | Eishin Deputy       | Asakusa Kings     | 1'58"70 |
| 2007                          | Meisho Samson         | M.4 | Opera House       | Mamoru Ishibashi    | Shigetada Takahashi | Yoshio Matsumoto                 | Shadow Gate         | Meisho Ote        | 2'01"40 |
| 2006                          | Company               | M.5 | Miracle Admire    | Yuichi Fukunaga     | Hidetaki Otonashi   | Eiko Kondo                       | Macky Max           | Suzuka Mambo      | 2'04"50 |
| 2005                          | Sunrise Pegasus       | M.7 | Sunday Silence    | Hideaki Miyuki      | Sei Ishizaka        | Takao Matsuoka                   | Heart's Cry         | Silent Deal       | 1'59"00 |
| 2004                          | Neo Universe          | M.4 | Sunday Silence    | Mirco Demuro        | Tsutomo Setoguchi   | Shadai race hose                 | Magnaten            | Camphor Best      | 1'59"60 |
| 2003                          | Tagano My Bach        | M.4 | Dance In The Dark | Katsumi Ando        | Hiroyoshi Matsuda   | Ryoji Yagi                       | Magnaten            | Tsurumaru Boy     | 1'59"10 |
| 2002                          | Sunrise Pegasus       | M.4 | Sunday Silence    | Katsumi Ando        | Sei Ishizaka        | Matsuoka Co., Ltd.               | Air Shakur          | Big Gold          | 1'59"10 |
| 2001                          | Toho Dream            | M.4 | Mejiro Ryan       | Katsumi Ando        | Yoshiyasu Tajima    | Toho Bussan Co., Ltd.            | Air Shakur          | Admire Boss       | 1'58"40 |
| 2000                          | Meisho Odo            | M.5 | Sunday Silence    | Yuji Iida           | Ahihiro Iida        | Yoshio Matsumoto                 | Lord Platinum       | Jo Big Bang       | 2'00"80 |
| 1999                          | Silent Hunter         | M.6 | Sunday Silence    | Yutaka Yoshida      | Yokichi Okubo       | Hiroyoshi Usuda                  | Matikanefukukitaru  | Midnight Bet      | 1'59"90 |
| 1998                          | Air Groove            | F.5 | Tony Bin          | Yutaka Take         | Yuji Ito            | Lucky Field Co., Ltd.            | Mejiro Dober        | Ishino Sunday     | 2'01"30 |
| 1997                          | Marvelous Sunday      | M.5 | Sunday Silence    | Yutaka Take         | Makoto Osawa        | Sadao Sasahara                   | Yutosei             | Royal Touch       | 2'02"00 |
| 1996                          | Taiki Blizzard        | M.5 | Seattle Slew      | Yukio Okabe         | Kazuo Fujisawa      | Taiki Farm                       | Inter Unique        | Aratama Wonder    | 2'00"70 |
| 1995                          | Inter My Way          | M.5 | Nippo Teio        | Mikio Matsunaga     | Hitoshi Nakamura    | Tomoe Matsuoka                   | Dancing Surpass     | Abe Again         | 1'59"30 |
| 1994                          | Nehai Caesar          | M.4 | Sakura Toko       | Katsumi Shiomura    | Tadashi Fuse        | Daimaru Enterprise Co., Ltd.     | Nice Nature         | Stage Hero        | 2'01"20 |
| 1993                          | Mejiro McQueen        | M.6 | Mejiro Titan      | Yutaka Take         | Yasuo Ikee          | Mejiro Trading Co., Ltd.         | Nice Nature         | Lucky Guerlain    | 2'03"30 |
| 1992                          | Tokai Teio            | M.4 | Symboli Rudolf    | Yukio Okabe         | Shoichi Matsumoto   | Masanori Uchimura                | Golden Hour         | Mammy Grace       | 2'06"30 |
| 1991                          | White Stone           | M.4 | C B Cross         | Hiroshi Tamonoki    | Kunio Takamatsu     | Hiroshi Ando                     | Dai Yusaku          | Maruka Rocky      | 2'01"50 |
| 1990                          | Super Creek           | M.5 | No Attention      | Yutaka Take         | Shuji Ito           | Makoto Kikura                    | Osaichi George      | Yaeno Muteki      | 2'02"90 |
| 1989                          | Yaeno Muteki          | M.4 | Yamaninsky        | Katsuichi Nishiura  | Mitsuo Ogino        | Fuji                             | Land Hiryu          | Gold City         | 2'01"40 |
| 1988                          | Fresh Voice           | M.5 | Philip of Spain   | Yutaka Take         | Sakai Naoyuki       | Kazuo Enjo                       | Land Hiryu          | Tosho Leo         | 2'01"70 |
| 1987                          | Nishino Raiden        | M.6 | Dai Koter         | Shigeki Tahara      | Shuji Ito           | Masayuki Nishiyama               | Kushiro King        | Takeno Komayoshi  | 2'01"00 |
| 1986                          | Sakura Yutaka O       | M.4 | Tesco Boy         | Futoshi Kojima      | Katsutaro Sakai     | Sakura Commerce Co., Ltd.        | Suda Hawk           | Shining Ruby      | 2'01"60 |
| 1985                          | State Jaguar          | M.4 | Sunshine Boy      | Shigeki Tahara      | Yoshio Nakamura     | Horsemen Co., Ltd.               | Mr. C.B.            | Suzuka Koban      | 2'01"40 |
| 1984                          | Katsuragi Ace         | M.4 | Boysie Boy        | Katsuichi Nishiura  | Kazumi Domon        | Kazuzo Noide                     | Long Grace          | Suzuka Koban      | 2'00"60 |
| Éditions sans label groupe    |                       |     |                   |                     |                     |                                  |                     |                   |         |
| 1983                          | Hikari Duel           | M.6 | Duel              | Hiroshi Kawachi     | Hikozo Sugai        | Zenkichi Hashimoto               | Silk Tenzan O       | Over Rainbow      | 2'03"30 |
| 1982                          | Sanei Tholon          | M.4 | Partholon         | Futoshi Kojima      | Ryoji Koyama        | Souichi Ito                      | Over Rainbow        | Kazushige         | 2'03"60 |
| 1981                          | Sancy Doll            | M.4 | Sancy             | Shinichi Kurita     | Bungo Takeda        | Kikue Kohara                     | Over Rainbow        | Katsu R           | 2'05"50 |
| 1980                          | Hashi Kranz           | M.4 | Never Beat        | Mitsuaki Shibata    | Shigeharu Naito     | Shinzan Club Co., Ltd.           | Teruno Eight        | Nichido Arashi    | 2'04"40 |
| 1979                          | Metro Jumbo           | M.4 | Chateaugay        | Masanori Meguro     | Keiji Tamaya        | Mitsuko Ota                      | Emperor Ace         | Marble Pendous    | 2'04"10 |
| 1978                          | King Lanark           | M.5 | Lanark            | Iwamoto city three  | Tadashi Fuse        | Tamao Koshiba                    | Ryu Florist         | Long Ichi         | 2'03"50 |
| 1977                          | Gold Eagle            | M.7 | Kabuto Shiro      | Kunio Uchida        | Yuji Ito            | Tatsuya Ishizaka                 | Hokuto Boy          | Hakko O           | 2'01"40 |
| 1976                          | Long Hawk             | M.4 | Hard Ridden       | Yukiharu Matsuda    | Yutaro Matsuda      | Choichi Nakai                    | Mejiro Jizo         | Erimo George      | 2'02"00 |
| 1975                          | Sky Leader            | M.5 | Die Hard          | Shigetada Takahashi | Isami Sato          | Yasuhiro Takemoto                | Bambton O           | Kuri Onward       | 2'00"90 |
| 1974                          | Kiyono Sakae          | M.4 | Tanerko           | Youichi Fukunaga    | Bungo Takeda        | Kiyoshi Uenaka                   | Tanino Chikara      | Horsemen Village  | 2'07"80 |
| 1973                          | Nihon Pillow Moutiers | M.5 | Moutiers          | Kunihiko Take       | Masatoshi Hattori   | Tamotsu Kobayashi                | Hamano Parade       | Sakae Kaho        | 2'02"50 |
| 1972                          | Fidor                 | M.4 | Fidalgo           | Hiroshi Takeda      | Bungo Takeda        | Kikue Kohara                     | Keishu              | Taiyo Kotobuki    | 2'06"60 |
| 1971                          | Kei Takashi           | M.6 | Your Highness     | Taro Ikee           | Kunichi Asami       | Keiji Uchida                     | Three River         | Shiba Denko       | 1'54"70 |
| 1970                          | Shunsaku O            | M.4 | Parthia           | Koji Ono            | Minoru Kobayashi    | Shunsaku Iwasa                   | Uchu O              | Hide Kotobuki     | 1'55"80 |
| 1969                          | Date Horai            | M.4 | Wildeal           | Akihiko Uda         | Izumi Hoshikawa     | Date Ranch                       | Asaka O             | Windsor           | 1'57"50 |
| 1968                          | Yama Pit              | F.4 | Solonaway         | Taro Ikee           | Kunichi Asami       | Nobuo Kobayashi                  | Nihon Pillow Homare | Yamani Ryu        | 1'56"60 |
| 1967                          | Ryu Pharos            | M.4 | Hindostan         | Hajime Miyamoto     | Masaharu Hashimoto  | Taizo Miyoshi                    | Shibahaya           | Nihon Pillow Ace  | 1'56"10 |
| 1966                          | Ballymoss Nisei       | M.5 | Ballymoss         | Makoto Suwa         | Suwasa City         | Sakie Kosugi                     | Hatsurai O          | Tai Kurana        | 1'56"40 |
| 1965                          | Young Hero            | M.4 | Takakurayama      | Hitoshi Arai        | Kakuichi Fukushima  | H Y                              | Hikaru Pola         | Ohime             | 1'54"10 |
| 1964                          | Tetsuno O             | M.4 | Pearl Diver       | Shoji Otsuji        | Tokichi Ogata       | Tamae Nagata                     | Korai O             | Suzuka Ryu        | 1'54"20 |
| 1963                          | Ryu Z                 | M.4 | Gay Time          | Isoo Oishi          | Masao Motoishi      | Shoji Tanaka                     | Ryu Lite            | Miss Keiko        | 1'55"40 |
| 1962                          | Sugihime              | F.4 | Hindostan         | Makoto Suwa         | Suwasa City         | Sakie Kosugi                     | Tokino Kiroku       | Miss Keiko        | 1'51"00 |
| 1961                          | Kodama                | M.4 | Bouffleur         | Masaru Kurita       | Bungo Takeda        | Yugoro Ito                       | Zuiho               | Homare Hiro       | 1'50"80 |
| 1960                          | Wildeal               | M.4 | Wilwyn            | Akihiko Uda         | Izumi Hoshikawa     | Kunijiro Asano                   | Zuiho               | Homare Hiro       | 1'50"20 |
| 1959                          | Kiyo Sugata           | M.4 | Toshishiro        | Shigeharu Naito     | Kiyoshi Hisako      | Kiyoshi Uenaka                   | Takarai             | Shin Sekai O      | 1'57"20 |
| 1958                          | Katsura Homare        | F.4 | Minami Homare     | Yuuya Oneda         | Masaharu Hashimoto  | Makiichi Taro                    | Ryuho               | Yushun            | 1'52"40 |
| 1957                          | Homare Ichi           | M.4 | Haru States       | Yuuya Oneda         | Kiyoshi Hisako      | Hisako Kudo                      | Fastlo              | Takakura O        | 1'50"80 |